# Tintingue
La baie de Tintingue est une baie de la côte orientale de Madagascar, dans la région d'Analanjirofo. Elle est située au nord de la pointe du même nom et en face de l'île Sainte-Marie, près de la ville de Manompana. Elle constitue un des rares ports naturels de la côte orientale malgache.
Ce toponyme, proprement malgache, est déjà mentionné sous le nom de Taingy-Taingy dans des documents du règne de Radama Ier.

## Histoire
- Tsifanin fut le dernier roi, mort assassiné en 1826[réf. souhaitée]